# Fabronia madurensis
Fabronia madurensis är en bladmossart som beskrevs av Hugh Neville Dixon och Potier de la Varde 1927. Fabronia madurensis ingår i släktet Fabronia och familjen Fabroniaceae. Inga underarter finns listade i Catalogue of Life.